# Fjoldemål
Als Fjoldemål  (auch: Viölsch, Viöler Dänisch, Violer Dänisch oder Fjoldedansk) bezeichnet man einen ausgestorbenen Dialekt des Südjütischen (Sønderjysk). Gesprochen wurde er in Viöl (dänisch: Fjolde) auf der Schleswigschen Geest und der Umgebung der Gemeinde im heutigen Kreis Nordfriesland. Die letzte Sprecherin des Fjoldemåls – die 1841 geborene Catharina Carstensen – verstarb 1937.

## Geschichte
Noch in den 1840er Jahren war in und um Viöl das  Fjoldemål die allgemeine Umgangssprache – in dieser Zeit bereits als Sprachinsel des Südjütischen. Aus unterschiedlichen Gründen wurde sie danach relativ schnell vom Plattdeutschen abgelöst, so dass bereits innerhalb der 1860er Jahre nur noch ein geringer Teil der Bevölkerung diesen Dialekt als Umgangssprache verwendete. Seit dieser Zeit begann aber schon die Sprachwissenschaft sich mit diesem aussterbenden Dialekt zu befassen – einen Höhepunkt erreichte die Forschung über das Viöler Dänisch in den 1920er Jahren unter anderem mit den Arbeiten von Anders Bjerrum (1903–1984): Er verfasste eine Abhandlung als Dissertation über das Fjoldemål und später ein Wörterbuch.

## Besonderheiten
Zu den Besonderheiten des Fjoldemåls gehörten die Beugung der Verben unter Beibehaltung bereits veralteter dänischer Beugungsregeln und ein teilweise eigener Wortschatz, mitunter auch plattdeutschen Ursprungs (wie: viinachsman statt julemanden – niederdeutsch: Wienachtsmann, deutsch: Weihnachtsmann).